# Fatofera
Der Fatofera ist ein Berg in der osttimoresischen Gemeinde Bobonaro. Er liegt im Süden des Sucos Leohito (Verwaltungsamt Balibo), in der Aldeia Ferik Katuas und hat eine Höhe von 378 m. Südöstlich fließt der Talau, westlich liegen die Orte Mohak 2 und Faloai (Besakren).